# Jonadab (neef van koning David)

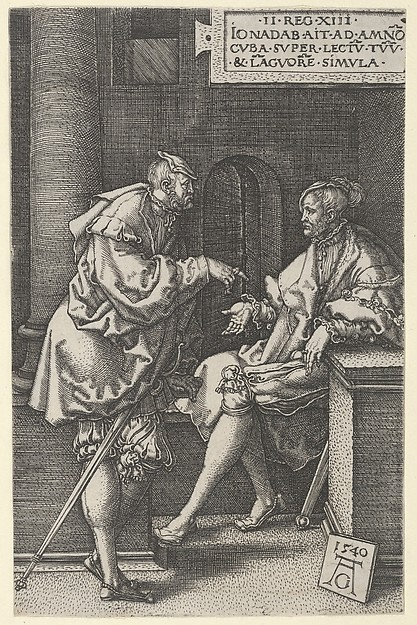
Jonadab (rechts) met Amnon (houtsnede door Heinrich Aldegrever, 1540

Jonadab (Hebreeuws: יהונדב, jəhônādāb, "JHWH toont zich vrijgevig") was volgens de Hebreeuwse Bijbel de neef van koning David en de zoon van Sima, de broer van koning David. Jonadab wordt beschreven als een wijs man en als vriend van Davids zoon Amnon.
Jonadab heeft een dubbelzinnige rol in het Bijbelverhaal 2 Samuel 13. Wanneer Amnon hevig verliefd wordt op zijn halfzuster Tamar, raadt Jonadab hem aan om zich ziek te houden. Wanneer zijn vader David dan langs komt bij zijn zoon, moet Amnon vragen dat Tamar voor hem eten maakt en dat komt brengen. Op die manier kan Tamar naar Amnons kamer worden gelokt met toestemming van hun vader (2 Samuel 13:3-5). Amnon volgt Jonadabs raad op en verkracht zijn halfzus (2 Samuel 13:5-14).
Verderop in het hoofdstuk is het Jonadab die David geruststelt, als hij het onjuiste bericht krijgt dat al zijn zonen zijn vermoord tijdens een feest dat zijn andere zoon Absalom heeft georganiseerd (2 Samuel 13:30). Absalom heeft alleen zijn halfbroer Amnon laten vermoorden uit wraak over wat hij Tamar heeft aangedaan (2 Samuel 13:28-29). De andere zonen zijn ongedeerd gebleven. Dan legt Jonadab aan de koning uit dat Absalom zich hierop had toegelegd vanaf de dag dat Amnon zijn zuster Tamar had verkracht (2 Samuel 13:32).